# アイヴァン・アラン
アイヴァン・アラン（Ivan W. Allan、1941年1月16日 - 2009年11月4日）はマラヤン競馬クラブ、香港ジョッキークラブに所属した調教師。シンガポール出身、シンガポール大学法学部卒。マレーシア・シンガポール地区のリーディングトレーナーを9度、香港のリーディングトレーナーを3度獲得。アジアを代表する調教師の一名であった。馬主としても知られる。

## 経歴
大学卒業後の1964年、シンガポール・マレーシア地区を統括するマラヤン競馬クラブで調教師を務めていた父の急死を受け、厩舎を引き継ぐ形で調教師となる。同地区ではシンガポール・ダービー、最高賞金競走シンガポール・ゴールドカップをそれぞれ9勝し、リーディングトレーナーを9度獲得する。1986年に一時イギリスに拠点を移したが、こちらでは顕著な成績を残すことができず、1992年より香港ジョッキークラブに移籍。
香港では、1997/1998年シーズンにそれぞれイギリスより移籍してきたインディジェナス(Indigenous)、オリエンタルエクスプレス(Oriental Express)で大レースを次々と制し、このシーズンより4年連続で最高獲得賞金調教師となる。2000年にはフェアリーキングプローン (Fairy King Prawn)で日本の安田記念に優勝し、香港所属馬・調教師として初めて他国のGI競走に優勝した。その後も香港マイル優勝馬オリンピックエキスプレス(Olympic Express)などを管理し、名実ともに香港を代表する調教師であったが、2003/2004年シーズン終了とともに、母親の健康状態悪化を理由に調教師を引退した。

## 人物
香港所属馬の実力を世界に認めさせようという思いから非常に遠征意欲が旺盛であり、遠征費が主催者より支給される招待競走以外でも、積極的に管理馬を出走させた。インディジェナスはキングジョージ6世&クイーンエリザベスダイヤモンドステークスに出走、イギリスの競走に出走した最初の香港所属馬となった。
また、マラヤン競馬クラブ所属時代の1981年、日本においてアジア初の大規模な国際招待競走・ジャパンカップが創設された際には、シンガポール・マレーシアで競走馬生産が行われていない事を理由に招待国から外されたことを不服として、日本大使館に出向き出走を直訴した。ジャパンカップには1999年にインディジェナスで初出走、史上最高といわれる出走馬が揃ったなかでスペシャルウィークに続く2着となり、香港所属馬への低評価を覆している。1999/2000年シーズンから2年連続の香港年度代表馬となったフェアリーキングプローンに関しては、馬主の劉錫康が日本への遠征を希望して経験豊富なアラン厩舎へ移籍させ、安田記念制覇はその期待に応えるものであった。
2009年11月4日、病気により死去。68歳没。

## おもな管理馬
- Mr. Bitality（香港短距離三冠、スチュワーズカップなど）
- Oriental Express（香港ダービー、クイーンエリザベス2世カップ、香港チャンピオンズ&チャターカップ2回、チェアマンズプライズ）
- Indigenous（香港ゴールドカップ、香港チャンピオンズ&チャターカップ2回、香港ヴァーズ[4]）
- Olympic Express（香港ダービー、香港クラシックマイル、香港マイル）
- Fairly King Prawn（香港スプリント、安田記念、スチュワーズカップなど）

### おもな所有馬
- Jolly Jake（ニュージーランドダービーなど）
- Commanche Run（セントレジャーステークス、ベンソンアンドヘッジスゴールドカップ、フェニックスチャンピオンステークスなど）